# Rafa Pascual
Rafael Pascual Cortés; znany jako Rafa Pascual; (ur. 16 marca 1970 w Madrycie, Hiszpania) – hiszpański siatkarz, wielokrotny reprezentant kraju.  Występuje na pozycji przyjmującego. Wraz z reprezentacją Hiszpanii zdobył złoty medal na Mistrzostwach Europy w 2007 roku.

## Życiorys
Urodził się w madryckiej dzielnicy Argüellos w 1970 roku. Jako piętnastolatek postanowił uprawiać siatkówkę; dwa lata później wyjechał do Barcelony w celu trenowania tego sportu. W 1993 roku rozpoczął grę we włoskiej lidze. W drugiej połowie lat 90. uważany był za najlepszego siatkarza na globie. W 1998 roku został wybrany MVP i najlepiej punktującym zawodnikiem Mistrzostw Świata. Ku zwieńczeniu swojej bardzo bogatej kariery siatkarskiej, Rafa w 2007 roku zdobył złoty medal Mistrzostw Europy i Ligi Europejskiej.

## Kluby
- 1988–1990 Bomberos Barcelona
- 1990–1991 Granada
- 1991–1992 Grand Canaria
- 1992–1993 Unicaja Almeria
- 1993–1995 Alimenti Sardi Cagliari
- 1995–2000 Bre Banca Lannutti Cuneo
- 2000–2001 Panmasonic Osaka
- 2001–2002 Volley Latina
- 2001–2002 Stade Poitevin Poitiers
- 2002–2003 Perugia Volley
- 2003–2004 Dinamo Moskwa
- 2004–2005 Teleunit Gioia del Colle
- 2005–2006 Tonno Callipo Vibo Valentia
- 2005–2006 Panathinaikos Ateny
- 2005–2006 Los Playors
- 2005–2008 Materdomini Volley.it Castellana Grotte
- 2008–2009 CSKA Sofia
- 2009–2011 AS Orange Nassau

## Sukcesy reprezentacyjne
- 2005 - Brązowy medal Ligi Europejskiej
- 2005 - 4.miejsce Mistrzostw Europy
- 2007 - Złoty medal Mistrzostw Europy

## Sukcesy klubowe
- 1996, 1999 - Puchar Włoch
- 1996, 1999 - Superpuchar Włoch

## Nagrody indywidualne
- 1998 - MVP Mistrzostw Świata
- 1998 - Najlepiej punktujący zawodnik Mistrzostw Świata